# 부라보 청춘
"부라보 청춘"은 1962년 공개된 대한민국의 영화이다.

## 배역
- 조미령 : 배옥경 역
- 엄앵란
- 김영옥
- 이수련 : 윤태호 역
- 신영균
- 남성우
- 김희갑
- 이빈화
- 양훈 : 배 감사 역
- 복혜숙
- 안성기